# Gårdahallen
Gårdahallen är en spårvagnshall på J. Sigfrid Edströms gata i kvarteret Södra Venus i stadsdelen Gårda  i Göteborg, som används av Spårvägssällskapet Ringlinien och inrymmer Göteborgs veteranspårvagnar och bussar samt övriga samlingar.

## Annex till Stampgatans vagnhall
Vagnhallen byggdes 1930 som komplement till den 1986 rivna Vagnhallen Stampen som låg några hundra meter västerut på andra sidan Gullbergsån. 1989 flyttade Spårvägssällskapet Ringlinien in och efter en motion i Göteborgs kommunfullmäktige 1995 beslutades att hallen skulle bevaras som vagnhall för den historiska vagnparken. Hallen är ungefär 90 meter lång och har 8 spår. Idag är endast spår 7 och 8 genomgående med möjlighet till in eller utfart i norr och söder. 

## Ny fasad
Gårdahallen har fasad på tillbyggnaden åt öster, som färdigställdes under våren 2008. Tidigare var denna sida av hallen en innervägg mot det nu rivna bussgaraget. Vidare har en del renoveringsarbeten vidtagits inne i vagnhallens tillbyggnad. I mars 2014 monterades också en belyst skylt upp på fasaden år söder. Denna sitter i nichen i gavelväggen ovanför portarna. Texten lyder "GÖTEBORGS SPÅRVÄGSMUSEUM".

## Museum
Ett lokaltrafikmuseum, drivet av Spårvägssällskapet Ringlinien, smyginvigdes under evenemanget "öppen vagnhall" i november 2010. Detta museum finns i vagnhallens tillbyggnad mot C A Reuterswärds gata. I maj 2011 invigdes museet 

## Nytt spår
Under vårvintern 2011 byggdes ytterligare ett spår i anslutning till det befintliga i Åvägen, mellan vagnhallen och Gullbergsån. Även två växlar lades in i anslutning till det befintliga spåret, vilket innebär att det blev ett förbigångsspår med möjlighet till rangering och för tillfällig uppställning utomhus.